# Nedelinkatastrofen
Nedelinkatastrofen er den hidtil største ulykke i rumfartens historie. Ulykken skete på Bajkonur-kosmodromen den 24. oktober 1960 i det daværende Sovjetunionen. En raket med et interkontinentalt missil af typen R-16 eksploderede på affyringsrampen.
Marskal Mitrofan Nedelin der var ansvarlig for udviklingen af R-16-missiler var blandt de omkomne. Katastrofen er opkaldt efter ham.
Der samlende antal omkomne er usikkert, men det menes at der var mindst 100, højst 200 og mest sandsynligt 120 omkomne. Det er sikkert, at 75 personer omkom på stedet, dvs. de teknikere og ingeniører, der arbejdede i umiddelbar nærhed af raketten, herunder Nedelin selv.
Mikhail Jangel, designeren af R-16-raketten, var også tilstede på området, men opholdt sig i en sikker bygning, der lå cirka 150 meter fra eksplosionen. Her var han gået hen for at holde rygepause. Han slap ikke helt uskadt fra ulykken, idet han løb ud for at forsøge at redde nogen fra flammerne, fik brandsår og måtte behandles på hospital.
Marskal Nedelin var øverstkommanderende på området. Da der opstod et problem med raketten, gav han sine folk ordre til at reparere den fuldt optankede raket. Mens teknikere arbejdede på at løse problemet, eksploderede raketten uden varsel.

## Forløbet op til katastrofen
21. oktober kl. 20.00 ankom raketten til affyringsrampen, og forberedelserne til affyring påbegyndtes. Alt forløb normalt, indtil om morgenen d. 23. oktober.
23. oktober kl. 6.23 blev forberedelserne stoppet, da et par af motorernes startfrekvenser gik i gang i omvendt rækkefølge med flere efterfølgende fejl. Læs om de tekniske detaljer i afsnittet "Teknisk beskrivelse".
Der blev afholdt et møde, hvor det blev besluttet at reparere de elektroniske kredsløb uden at tømme tankene eller sikre missilet.
Teknikere og ingeniører arbejdede hele natten for at løse problemet. Nedelin selv havde sat sig på en bænk meget tæt på (20 meter) for at iagttage de forventede fremskridt. Han havde endda selskab af civile, da (general A. I. Sokolov) gjorde Nedelin opmærksom på, at det var farligt at opholde sig så tæt på et fuldt tanket missil startklar på rampen. Nedelin svarede, "at hvis han var en kujon, kunne han bare forlade stedet". Sokolov forlod stedet, og han blev senere udnævnt til Nedelins efterfølger.
24. oktober kl. 6.45 skete en kraftig eksplosion med toksiske brændstoffer. Mange døde alene af de giftige dampe, syrer eller på grund af varmen.

### Mødet 23. oktober
Oberstløjtnant Titov, der havde lavere rang end de andre deltagende i mødet, foreslog at tømme tankene for brændstof, neutralisere missilet og køre raketten tilbage til fabrikken for at få problemet ordnet der.
Nedelin svarede:
| Citat | Nationen venter på os, vi ændrer missilet på rampen | Citat |
|       |                                                     |       |

## Nedelins beslutning
Der var rumkapløb, og i 1959 var det lykkedes Sovjetunionen at tage billeder af Månens bagside, og man ville gerne til Mars  før USA.
R-16 missilet var endnu under test, den planlagte testopsendelse d. 2.4 oktober var et år forud for den oprindeligt planlagte. Nogle testfaser var udeladt, grundig test af nye elektroniske kredsløb var udeladt. Om Nedelin var klar over dette, er usikkert.
Man ville give nationen en gave inden d. 7. november 1960, hvor det var 43 års jubilæet for Oktoberrevolutionen. Affyringen af missilet skulle være gaven til folket – der var tradition for, at man gav folket gaver ved denne lejlighed.
Nedelin og hans folk var under et enormt pres fra ministerpræsident Nikita Khrusjtjov. Khrusjtjov telefonerede flere gange under forberedelserne til Nedelin.
Undersøgelsen af ulykken, som Leonid Bresjnev deltog i, slog fast, at udover de 100 personer, der havde arbejdet på området, var der 150 civile, og det var en helt unødvendig risiko, man havde løbet.
Der er visse ligheder med de senere amerikanske rumfartsulykker Challenger-ulykken og Columbia-ulykken. Beslutningstagerne var under voldsomt pres, flere sikkerhedsforanstaltninger og underordnedes advarsler blev ignoreret.

## Teknisk beskrivelse
- Brændstof: flydende UDMH (Asymmetrisk DiMethylHydrazin).
- Iltningsmiddel: flydende RFNA (Red Fuming Nitric Acid, salpetersyre).